# Chionaspis ortholobis
Chionaspis ortholobis är en insektsart som beskrevs av Comstock 1881. Chionaspis ortholobis ingår i släktet Chionaspis och familjen pansarsköldlöss. Inga underarter finns listade i Catalogue of Life.